# Ukrainische Fußballnationalmannschaft (U-17-Junioren)
Die ukrainische U-17-Fußballnationalmannschaft ist eine Auswahlmannschaft ukrainischer Fußballspieler. Sie unterliegt der Federazija Futbolu Ukrajiny und repräsentiert sie international auf U-17-Ebene, etwa in Freundschaftsspielen gegen die Auswahlmannschaften anderer nationaler Verbände, bei U-17-Europameisterschaften und U-17-Weltmeisterschaften.
Das beste Ergebnis der Mannschaft bei einer Europameisterschaft war der dritte Platz 1994. Zuletzt qualifizierte sie sich 2017 für die EM.
Für eine Weltmeisterschaft konnte sie sich bislang nicht qualifizieren.

## Teilnahme an U-17-Weltmeisterschaften
| 1993 | nicht teilgenommen |
| 1995 | nicht qualifiziert |
| 1997 | nicht qualifiziert |
| 1999 | nicht qualifiziert |
| 2001 | nicht qualifiziert |
| 2003 | nicht qualifiziert |
| 2005 | nicht qualifiziert |
| 2007 | nicht qualifiziert |
| 2009 | nicht qualifiziert |
| 2011 | nicht qualifiziert |
| 2013 | nicht qualifiziert |
| 2015 | nicht qualifiziert |
| 2017 | nicht qualifiziert |
| 2019 | nicht qualifiziert |
| 2023 | nicht qualifiziert |

## Teilnahme an U-17-Europameisterschaften
(Bis 2001 U-16-Europameisterschaft)
| 1993 | nicht teilgenommen |
| 1994 | 3. Platz           |
| 1995 | nicht qualifiziert |
| 1996 | Vorrunde           |
| 1997 | Vorrunde           |
| 1998 | Vorrunde           |
| 1999 | nicht qualifiziert |
| 2000 | nicht qualifiziert |
| 2001 | nicht qualifiziert |
| 2002 | Vorrunde           |
| 2003 | nicht qualifiziert |
| 2004 | Vorrunde           |
| 2005 | nicht qualifiziert |
| 2006 | nicht qualifiziert |
| 2007 | Vorrunde           |
| 2008 | nicht qualifiziert |
| 2009 | nicht qualifiziert |
| 2010 | nicht qualifiziert |
| 2011 | nicht qualifiziert |
| 2012 | nicht qualifiziert |
| 2013 | Vorrunde           |
| 2014 | nicht qualifiziert |
| 2015 | nicht qualifiziert |
| 2016 | Vorrunde           |
| 2017 | Vorrunde           |
| 2018 | nicht qualifiziert |
| 2019 | nicht qualifiziert |
| 2022 | nicht qualifiziert |
| 2023 | nicht qualifiziert |
| 2024 | Vorrunde           |